# Janine Micheau
Janine Micheau, auch Jeanine Micheau, (* 17. April 1914 in Toulouse; † 18. Oktober 1976 in Paris) war eine französische lyrische Sopranistin und Koloratursopranistin. Sie sang vor allem im französischen Fach und an der Pariser Oper und der Komischen Oper in Paris.

## Leben und Wirken
Micheau studierte Gesang in Toulouse und am Pariser Konservatorium. 1933 hatte sie ihr Debüt als Cherubino in der Hochzeit des Figaro in der Opéra-Comique in Paris. Es folgten die Olympia aus Hoffmanns Erzählungen, die Rosina aus dem Barbier von Sevilla, Leila aus den Perlenfischern von Georges Bizet und Micaela aus Carmen. Ab Mitte der 1930er Jahre war ihr Ruf so gefestigt, dass sie auch außerhalb Paris gefragt war, darunter Marseille (Titelrolle in Lakmé), Amsterdam und Florenz (Mélisande aus Pelléas et Mélisande, eine ihrer Paraderollen, Gastspiel der Opéra Comique auf dem Maggio Musicale Fiorentino 1937), London (Royal Opera House, Covent Garden 1937), Buenos Aires (Sophie im Rosenkavalier unter Erich Kleiber) und Rio de Janeiro (1939).
1938 sang sie die Creuse in der Uraufführung von Médée von Darius Milhaud in der Pariser Komischen Oper und sie war auch die erste Manuela in der Uraufführung von Milhauds Bolivar. Milhaud schrieb auch Solostücke für sie, mit denen sie konzertant auftrat. Weitere Rollen in dieser Zeit waren Gilda in Rigoletto, Violetta in La traviata und die Sophie aus dem Rosenkavalier. Sie war die erste Caroline in der Uraufführung von Comme ils s’aiment von André Lavagne.
Nach dem Zweiten Weltkrieg trat sie unter anderem in der Scala in Mailand (1948 in der italienischen Uraufführung von L’enfant et les sortilèges von Ravel), im Royal Opera House in Covent Garden in London und in Brüssel auf, hauptsächlich mit französischer Oper (Margarete aus Gounods Faust und Juliette aus Roméo et Juliette von Charles Gounod, Manon aus Massenets Manon, die Melisande und andere). Sie sang die Anne Truelove in der französischen Erstaufführung von The Rake’s Progress von Igor Strawinsky.
Von ihr gibt es viele Aufnahmen. Sie sang Operetten für französische Radioaufnahmen (wie Madame Chrysanthème von André Messager) und trat in Barockwerken auf wie Jean-Philippe Rameaus Les Indes galantes (Pariser Oper 1952) und Platée (Festival Aix en Provence 1956, bei dem sie auch 1955 auftrat mit Glucks Orphée et Euridice). Sie nahm die Shéhérazade von Maurice Ravel auf, Le martyre de Saint Sébastien und La Damoiselle élue von Claude Debussy und Á la musique von Emmanuel Chabrier. In den USA trat sie relativ selten auf; zuerst als Margarete in Gounods Faust in Chicago 1946 und als Micaela in Carmen, später auch an der Oper in San Francisco. Sie unternahm auch eine erfolgreiche Konzerttour durch Südamerika.
Ihr Abschiedskonzert an der Opéra Comique war 1960, sie trat aber noch einmal im Mai 1968 in Rouen auf (als Pamina aus der Zauberflöte).
Ab 1961 lehrte sie Gesang am Konservatorium in Paris und am Mozarteum in Salzburg.

## Ausgewählte Aufnahmen
- 1951 – Massenet – Manon – Janine Micheau, Libero de Luca, Roger Bourdin, Julien Giovanetti – Choeur et Orchestre de l’Opéra-Comique, Albert Wolff – Decca
- 1953 – Thomas – Mignon – Geneviève Moizan, Janine Micheau, Libero de Luca, René Bianco – Choeur et Orchestre Nationale de Belgique, Georges Sébastian – Decca
- 1953 – Gounod – Roméo et Juliette – Raoul Jobin, Janine Micheau, Heinz Rehfuss – Chor und Orchester der Pariser Oper, Alberto Erede – Decca
- 1953 – Debussy – Pelléas et Mélisande – Camille Maurane, Janine Micheau, Michel Roux, Xavier Depraz, Rita Gorr – Choeur Elisabeth Brasseur, Orchestre Lamoureux, Jean Fournet – Philips
- 1955 – Gluck – Orphée et Euridice – Nicolai Gedda, Janine Micheau, Liliane Berton – Choeur et Orchestre du Conservatoire de Paris, Louis de Froment – EMI
- 1958 – Bizet – Carmen – Victoria de los Angeles, Nicolai Gedda, Janine Micheau, Ernest Blanc – Choeur et Orchestre de la RTF, Thomas Beecham – EMI
- 1960 – Bizet – Les pêcheurs de perles – Janine Micheau, Nicolai Gedda, Ernest Blanc, Jacques Mars – Choeur et Orchestre de l’Opéra-Comique, Pierre Dervaux – EMI